# Pekka Vasala
Pekka Antero Vasala, född 17 april 1948 i Riihimäki, är en före detta finländsk medeldistanslöpare, tävlande först för Riihimäen Kisko och sedan för Mäntsälän Urheilijat. Han är en av de berömda finländska V-löparna (Väätäinen, Viren, Vasala och Vainio) som rönte stora framgångar på de internationella löparbanorna på 1970-talet. Vasala är olympisk guldmedaljör på 1 500 meter och flerfaldig finländsk mästare på 800 meter och 1 500 meter.

## Idrottskarriär
Pekka Vasala blev finländsk juniormästare på 800 meter 1967 och på 1500 meter 1968. Sistnämnda år blev han uttagen i den finländska friidrottstrupp som fick åka till de olympiska spelen i Mexico City. I landskampen Norge-Finland som arrangerats i Oslo i september samma år hade Vasala i 1500-metersloppet förbättrat sitt personliga rekord med fem sekunder och löpt i mål på 3.41,8 - slagen endast av norrmannen Arne Kvalheim. Den 18 oktober startade Vasala i det olympiska försöksheatet nummer 4, där han underpresterade och slutade på nionde plats av elva löpare med tiden 4.08,5. Han var nära 23 sekunder efter heatets segrare, amerikanen Jim Ryun. Vasala hade insjuknat strax efter ankomsten till Mexiko och efter loppet låg han sex timmar i ett vilrum på stadion, innan han kunde bege sig tillbaka till förläggningen.
Vid EM 1969 kvalificerade sig Vasala för finalen på 1500 meter, där han slutade på nionde plats. Historien återupprepade sig två år senare vid EM 1971 på hemmaplan i Helsingfors, då han återigen blev nia i finalen.    

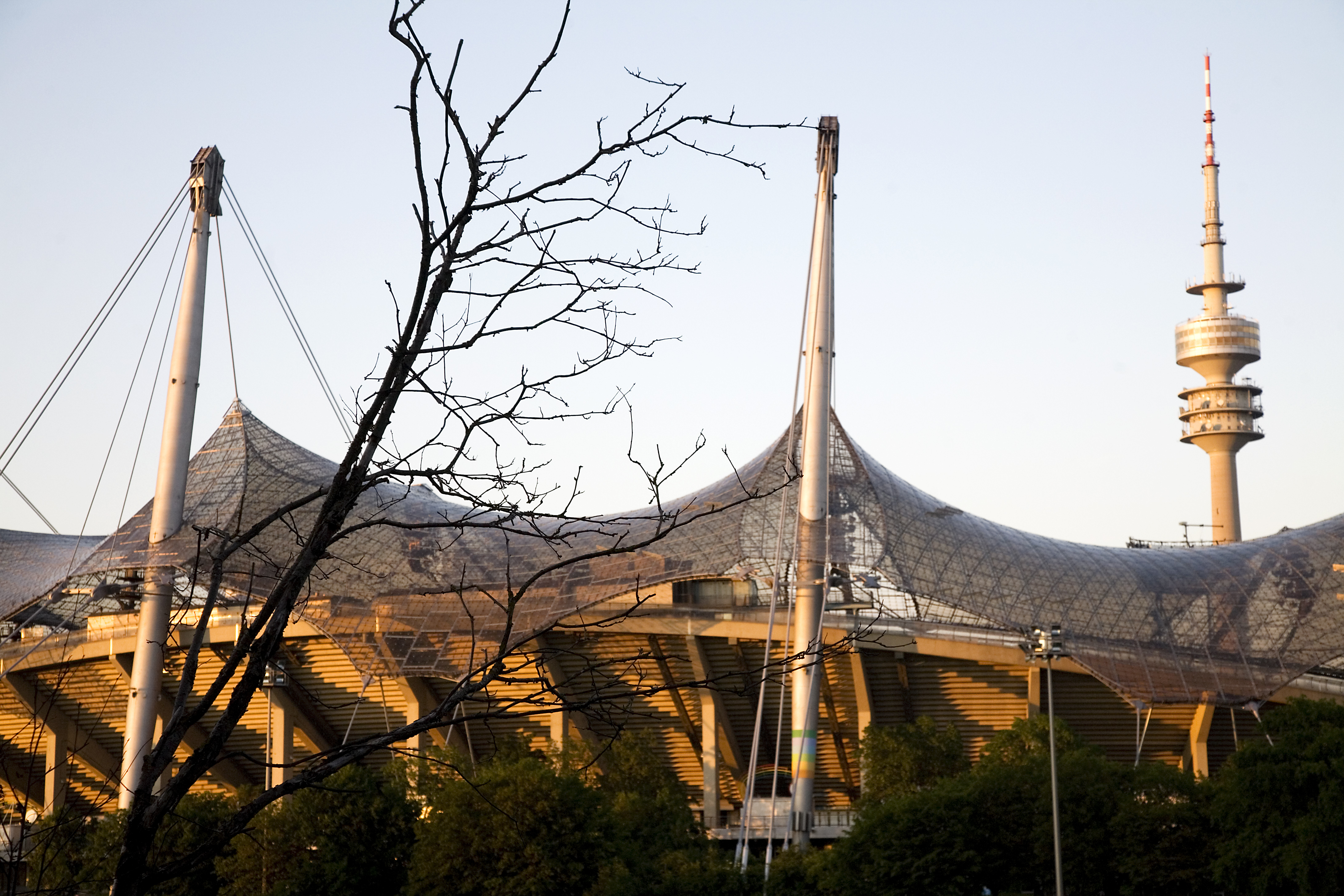
Münchens Olympiastadion, arenan som 8 september 1972 först såg Lasse Virén ta guld på 5 000 meter. En halvtimme senare ordnade Pekka Vasala på 1 500 meter dagens andra guld åt Finland.

Vid de olympiska spelen i München 1972 ställde Vasala igen upp på 1500 meter. Den 8 september löpte han i försöksheat nummer 6, som han vann på tiden 3.40,9. Dagen därpå förbättrade han sin tid till 3.37,9, då han i den tredje semifinalen löpte in som tvåa med samma tid som segraren Rod Dixon från Nya Zeeland. Ännu en dag senare löptes finalen. Med 50 meter kvar av upploppet  passerade Vasala den dittills regerande olympiamästaren på distansen, kenyanen Kipchoge Keino, och segrade på tiden 3.36,3. Det var Finlands andra olympiska friidrottsguld inom loppet av en halvtimme, då Lasse Virén strax innan hade segrat i finalen på 5000 meter.      
Vid EM 1974 blev Pekka Vasala sexa på 1500 meter.

## Övrigt
Pekka Vasala är farbror till den finländske medeldistanslöparen Samuli Vasala.

## Meriter

### OS
- 1968 – 1500 meter, utslagen i försöken
- 1972 – 1500 meter, guld

### EM
- 1969 – 1500 meter, nionde
- 1971 – 1500 meter, nionde
- 1974 – 1500 meter, sjätte

### EM inomhus
- 1971 – 1500 meter, utslagen i försöken

### Finländska mästerskapen
- 1968 – 1500 meter, brons
- 1969 – 800 meter, brons
- 1969 – 1500 meter, guld
- 1969 – terränglöpning (lag), guld
- 1970 – 800 meter, guld
- 1970 – 1500 meter, guld
- 1971 – 800 meter, guld
- 1971 – 1500 meter, guld
- 1971 – 4x1500 meter, guld
- 1972 – 800 meter, guld
- 1972 – 4x800 meter, guld
- 1972 – 4x1500 meter, brons
- 1974 – 4x800 meter, guld
- 1974 – 4x1500 meter, brons

### Finländska juniormästerskapen
- 1967 – 800 meter, guld
- 1968 – 800 meter, silver
- 1968 – 1500 meter, guld

### Finländska mästerskapen inomhus
- 1969 – 1500 meter, silver
- 1972 – 3000 meter, silver

### Europarekord
- 800 meter – 1.44,5 (1972)

Rekordet stod sig till den 26 augusti 1973

## Personliga rekord
Utomhus
- 400 meter
  - 49,6 – Riihimäki, 11 juni 1971

- 800 meter
  - 1.44,5 – Helsingfors, 20 augusti 1972

- 1000 meter
  - 2.24,8 – Saarijärvi, 2 augusti 1969

- 1 500 meter
  - 3.36,3 – München, 10 september 1972

- 1 mile
  - 3.57,13 – Stockholm, 1 juli 1974

- 2 000 meter
  - 5.07,6 – Riihimäki, 21 september 1972

- 3 000 meter
  - 7.50,8 – Uleåborg, 20 september 1972

- 5 000 meter
  - 13.45,8 – Helsingfors, 29 juni 1972

- 10 000 meter
  - 29.09,6 – Jyväskylä, 30 maj 1972

Inomhus
- 1000 meter
  - 2.43,1 – Tammerfors, 11 april 1965

- 1 500 meter
  - 3.52,1 – Sofia, 14 mars 1971

- 1 mile
  - 4.02,6 – Toronto, 15 februari 1974

- 3 000 meter
  - 8.06,2 – Åbo, 26 februari 1972

- 5 000 meter
  - 14.02,6 – Åbo, 29 december 1971